# ラマーディー
ラマーディー（アラビア語: الرمادي、Ramadi、日本語表記ではラマディとも）は、イラクのアンバール県の都市である。イラクの中央部に位置し、バグダードの西約110kmの距離に位置する。アンバール県の県都である。市域はユーフラテス川にまたがって広がっており、アンバール県最大の都市である。オスマン帝国によって1879年に設置され、2004年現在、人口は450,000人で、人口の大部分はDulaim部族連合に出自を持つスンナ派のイスラーム教徒である。イラク西部のスンニー・トライアングルに含まれる地域にある。
ラマディはユーフラテス川沿いにおいて戦略的に重要な地位であり、シリアやヨルダンに向かう西側の玄関口である。そのために、交通や民族の要衝であり、交易によって繁栄した。この戦略的重要性からこの都市を巡って二度の世界大戦やイラク戦争、イラク暴動において、攻防が繰り広げられてきた。主にイラクを占領したアメリカ合衆国軍への叛乱を目的としたイラク戦争によって甚大な被害を受けた。

## ISILによる占領
2011年より始まった米軍の撤収に伴い、ラマディはイラク政府と過激派組織ISILとの間で争われ、2015年5月にISILによって占領された。

### 政府軍による奪還
2015年12月28日、イラク政府はISILからラマディを再奪還したことを宣言したが、それはイラク政府にとって、ラマディでの7ヶ月ほど前の敗北以来、最初の大きな軍事的勝利となった。

## 脚註
1. ↑  “Iraqi Army Says It Has Retaken City Of Ramadi From ISIS”. Reuters. Huffington Post. (2015年12月28日) 2015年12月28日閲覧。